# Kanton Lons-le-Saunier-Nord
Kanton Lons-le-Saunier-Nord (francouzsky Canton de Lons-le-Saunier-Nord) je francouzský kanton v departementu Jura v regionu Franche-Comté. Tvoří ho devět obcí.

## Obce kantonu
- Chille
- Condamine
- Courlans
- Courlaoux
- L'Étoile
- Lons-le-Saunier (severní část)
- Montmorot
- Saint-Didier
- Villeneuve-sous-Pymont